# 羅薩布朗什山
46°03′36″N 7°21′15″E / 46.06000°N 7.35417°E

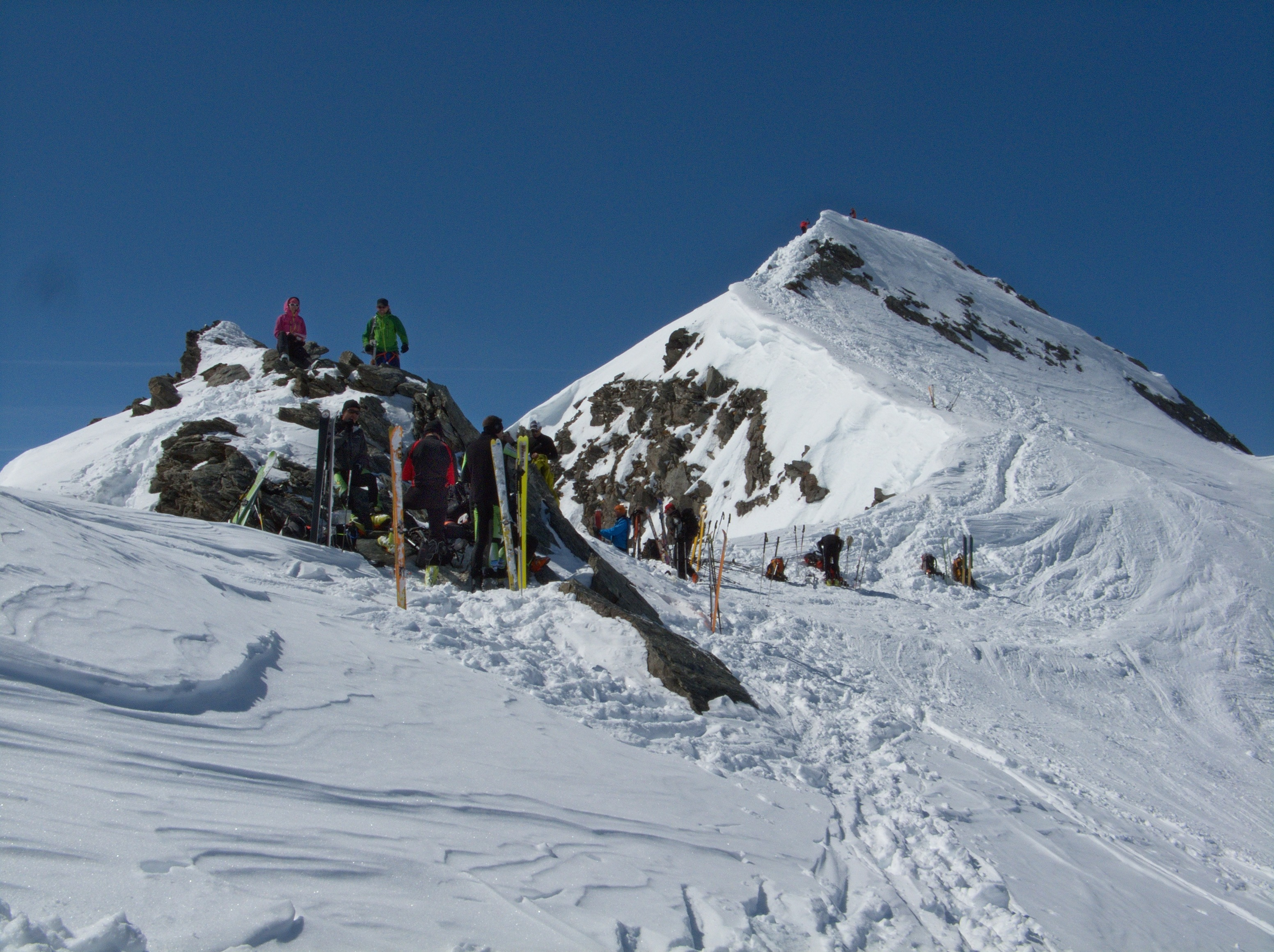

羅薩布朗什山（Rosablanche），是瑞士的山峰，位於該國南部，由瓦萊州負責管轄，屬於本寧阿爾卑斯山脈的一部分，海拔高度3,336米，每年平均降雨量1,395毫米。